# Вийтсо, Тийт-Рейн
Тийт-Рейн Вийтсо (эст. Tiit-Rein Viitso, 4 марта 1938, Таллин — 2 декабря 2022) — советский и эстонский лингвист, профессор Тартуского университета.

## Биография
В 1961 году Вийтсо окончил Тартуский университет по специальности эстонская филология. С 1961 по 1964 год он был аспирантом Института языка и литературы. В 1966 году защитил кандидатскую диссертацию по филологии («Описание уровня выраженности янисвепсского диалекта») в Тартуском университете, в 1982 году там же защитил докторскую диссертацию («Основные проблемы фонологической структуры прибалтийско-финских языков и ее истории», то есть «Основные проблемы фонологического строя прибалтийско-финских языков и его истории»).
С 1965 по 1973 год работал младшим научным сотрудником ВЦ ВИТСО УТ, с 1971 по 1986 год — старшим научным сотрудником ККИ, с 1986 по 1993 год — ведущим научным сотрудником. В 1989 году он стал профессором кафедры эстонского языка Тарусский университет, с 1989 по 1991 год был приглашенным профессором в Хельсинкском университете. С 1991 по 1993 год Тийт-Рейн Вийтсо был экстраординарным профессором эстонского языка в UT, а с 1993 по 2003 год — полным профессором балтийско-финских языков в UT. 2003—2015 Старший научный сотрудник Эстонского технологического университета и Института общего языкознания.
С 1971 по 1977 год — заместитель главного редактора журнала «Советское финно-угроведение». С 1990 года он был членом редколлегии журнала Keel ja Kirjandus, с 1997 по 2006 год он был членом редколлегии Linguistica Uralica, а с 2007 по 2016 год был главным редактором. Он был членом редколлегии ежегодника Mother Keele Society с 1999 года.
Вийцо занимался фонологией, морфологией и диалектами прибалтийско-финских языков (в частности, вепсского и ливонского языков), исторической фонетикой и доисторическими контактами прибалтийско-финских и финно-угорских языков, генетической классификацией языков. Он также внес свой вклад в организацию письменности Ливонии и Выру.
В 1989 и 1993—1997 годах Вийтсо Тийт-Рейн был председателем Общества родного языка, в 2004—2006 годах — главой языкового комитета. В 1998 году он стал одним из основателей Ассоциации ливонских друзей.
В 1988 году Тийт-Рейн Вийтсо был одним из основателей Общества образованных эстонцев, позже стал почётным членом общества.
В 2011 году в Вахуре Лайапеа был снят документальный фильм «Professor Viitso liivlased».
Скончался 2 декабря 2022 года. Похоронен на кладбище Раади.